# Rhipidia (Rhipidia) melanaria
Rhipidia (Rhipidia) melanaria is een tweevleugelige uit de familie steltmuggen (Limoniidae). De soort komt voor in het Neotropisch gebied.